# Bobolice (gmina)
Bobolice – gmina miejsko-wiejska w województwie zachodniopomorskim, w południowej części powiatu koszalińskiego.
Siedzibą gminy jest miasto Bobolice.
Według danych z 30 czerwca 2009 roku gmina miała 9740 mieszkańców.
Miejsce w województwie (na 114 gmin):

powierzchnia 7., ludność 36.

## Położenie
Według danych z 1 stycznia 2009 powierzchnia gminy Bobolice wynosi 367,56 km². Gmina stanowi 22,0% powierzchni powiatu.
Sąsiednie gminy:
- gminy Manowo, Polanów i Świeszyno (powiat koszaliński)
- gmina Tychowo (powiat białogardzki)
- gminy Biały Bór, Grzmiąca i Szczecinek (powiat szczecinecki)

W latach 1975–1998 gmina położona była w województwie koszalińskim.

## Demografia
Gminę zamieszkuje 15,7% ludności powiatu.

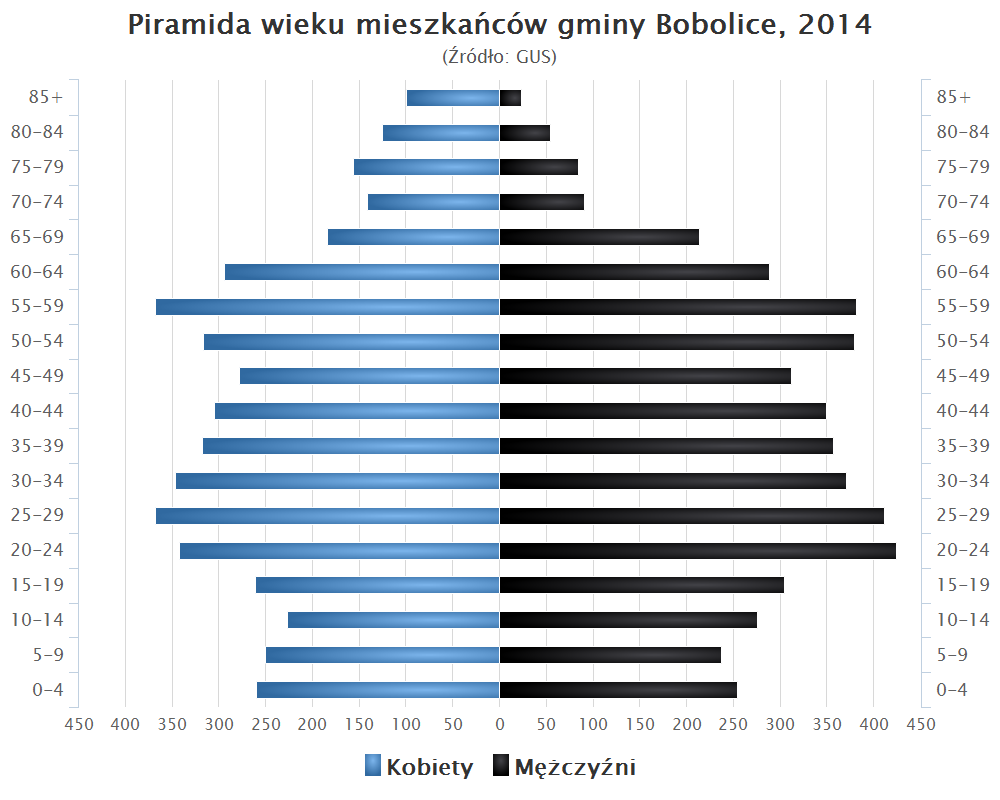
Piramida wieku mieszkańców gminy Bobolice w 2014 roku

## Przyroda i turystyka
Gmina leży na Pojezierzu Bytowskim. W gminie znajdują się 3 rezerwaty położone na wschód od Bobolic: leśne „Buczyna” i „Wapienny Las” oraz wodno-florystyczne „Jezioro Szare” i „Jezioro Piekiełko”. Przez północną część gminy przepływa rzeka Radew dostępna dla żeglugi kajakowej, wzdłuż niej prowadzi zielony szlak turystyczny. Tereny leśne zajmują 44% powierzchni gminy, a użytki rolne 47%.
Na łąkach blisko Bobolic, tuż przy nieczynnym, przecinającym miasto nasypie kolejowym, znajduje się zbiorowisko roślinne z dominacją pełnika europejskiego, gatunku prawnie chronionego. Teren ten objęto ochroną jako rezerwat przyrody Łąki Bobolickie..

## Komunikacja
Przez gminę Bobolice prowadzą drogi krajowe nr 11 łączące miasto przez Mostowo (19 km) i Manowo (27 km) z Koszalinem (39 km) i przez Wierzchowo (12 km) ze Szczecinkiem (31 km) i nr 25 w kierunku Białego Boru (18 km) oraz wojewódzkie nr 169 do Tychowa (25 km), nr 171 do Grzmiącej (17 km), nr 207 przez Drzewiany (9 km) do Polanowa (26 km) oraz nr 200 z Drzewian do Mostowa (24 km).
Bobolice uzyskały połączenie kolejowe w 1897 r. po doprowadzeniu linii kolejowej z Grzmiącej, w 1903 r. przedłużonej do Polanowa. W 1945 r. linia została rozebrana. Przez gminę prowadziła także kolej wąskotorowa o szerokości 750 mm. W 1895 r. została otwarta linia z Białogardu Wąsk. do Świelina, a 10 lat później z Manowa przez Świelino do Bobolic Wąsk. (wcześniej został otwarty odcinek Koszalin Wąsk.- Manowo). W 1945 r. obydwie linie zostały zamknięte. Po zmianie szerokości toru na 1000 mm, ponownie otwarta została w 1948 r. linia Białogard Wąsk.- Bobolice Wąsk., a 2 lata później Koszalin Wąsk.- Świelino. W połowie lat 80. zamknięto odcinek Świelino- Bobolice Wąsk., w 1996 r. Białogard Wąsk.- Świelino, a w 2001 Koszalin Wąsk.- Świelino.
W gminie czynny jest 1 urząd pocztowy: Bobolice (nr 76-020).

## Zabytki
- Cmentarz ul. Koszalińska Bobolice nr rej. 1211
- Kościół Wniebowzięcia NMP w Bobolicach nr rej. 1214
- Park dworski Boboliczki nr rej. 1030
- Dwór/Park dworski Bożniewice nr rej. 962
- Kaplica grobowa Cybulino nr rej. 385
- Pałac/park dworski Cybulino nr rej. 963
- Dwór/ park dworski Dargiń nr rej. 968
- Park dworski Darżewo nr rej. 964
- Park dworski Dobrociechy nr rej.1031
- Kościół rzymskokatolicki pw. MB Częstochowskiej w Głodowej nr rej. 1264
- Kościół rzymskokatolicki pw. Jana Chrzciciela w Drzewianach nr rej. 1265
- Park dworski w Głodowej nr rej. 1032
- Park dworski w Kępsku nr rej. 1136
- Kościół parafialny pw. św. Apostołów Piotra i Pawła w Kłaninie nr rej. 1263
- Park dworski w Kłaninie nr rej. 965
- Park dworski w Krępie nr rej. 1033
- Kościół rzymskokatolicki pw. Bożego Ciała i cmentarz przykościelny w Kurowie nr rej. A-179
- Park dworski w Nowosiółkach nr rej. 1069
- Park dworski w Pomorzanach nr rej. 1094
- Park dworski w Różanach nr rej. 1071
- Park dworski w Przydargiń nr rej. 1070
- Park dworski w Ujeździe nr rej. 1093
- Park dworski w Wilczogórze nr rej. 966
- Park dworski w Wojęcinie nr rej. 967

## Administracja
W 2016 r. wykonane wydatki budżetu gminy Bobolice wynosiły 39,5 mln zł, a dochody budżetu 40 mln zł. Zobowiązania samorządu (dług publiczny) według stanu na koniec 2016 r. wynosiły 16,1 mln zł, co stanowiło 40,2% poziomu dochodów.
Gmina Bobolice utworzyła 20 jednostek pomocniczych, będących sołectwami.
SołectwaChlebowo, Chmielno, Chociwle, Dargiń, Dobrociechy, Drzewiany, Głodowa, Gozd, Górawino, Jatynia, Kłanino, Krępa, Kurowo, Łozie, Nowe Łozice, Pomorzany, Porost, Stare Borne, Świelino, Ubiedrze.

## Miejscowości
MiastoBobolice
WsieBoboliczki, Chlebowo, Chmielno, Chociwle, Cybulino, Dargiń, Darżewo, Dobrociechy, Drzewiany, Głodowa, Gozd, Górawino, Janowiec, Jatynia, Kłanino, Krępa, Kurowo, Łozice, Ostrówek, Pomorzany, Porost, Przydargiń, Różany, Świelino, Trzebień, Ubiedrze, Wojęcino,
OsadyBłotko, Bobrowo, Bolechowice, Bożniewice, Buszynko Pierwsze, Buszynko Drugie, Darginek, Dworzysko, Dziupla, Glinka, Golęszany, Grotniki, Jadwiżyn, Jatynka, Kępiste, Kępsko, Kije, Kurówko, Lubino, Lubowo, Łozice-Cegielnia, Milczany, Nowe Łozice, Nowosiółki, Opatówek, Piaszczyte, Pniewki, Radwanki, Retnica, Różewko, Rylewo, Sarnowo, Soborowo, Spokojne, Stare Borne, Stare Łozice, Stróżany, Ujazd, Wietrzynko, Więcemierz, Wilczogóra, Zaręby, Zieleniewo.
LeśniczówkaZagon